# Пашуки (Рівненський район)

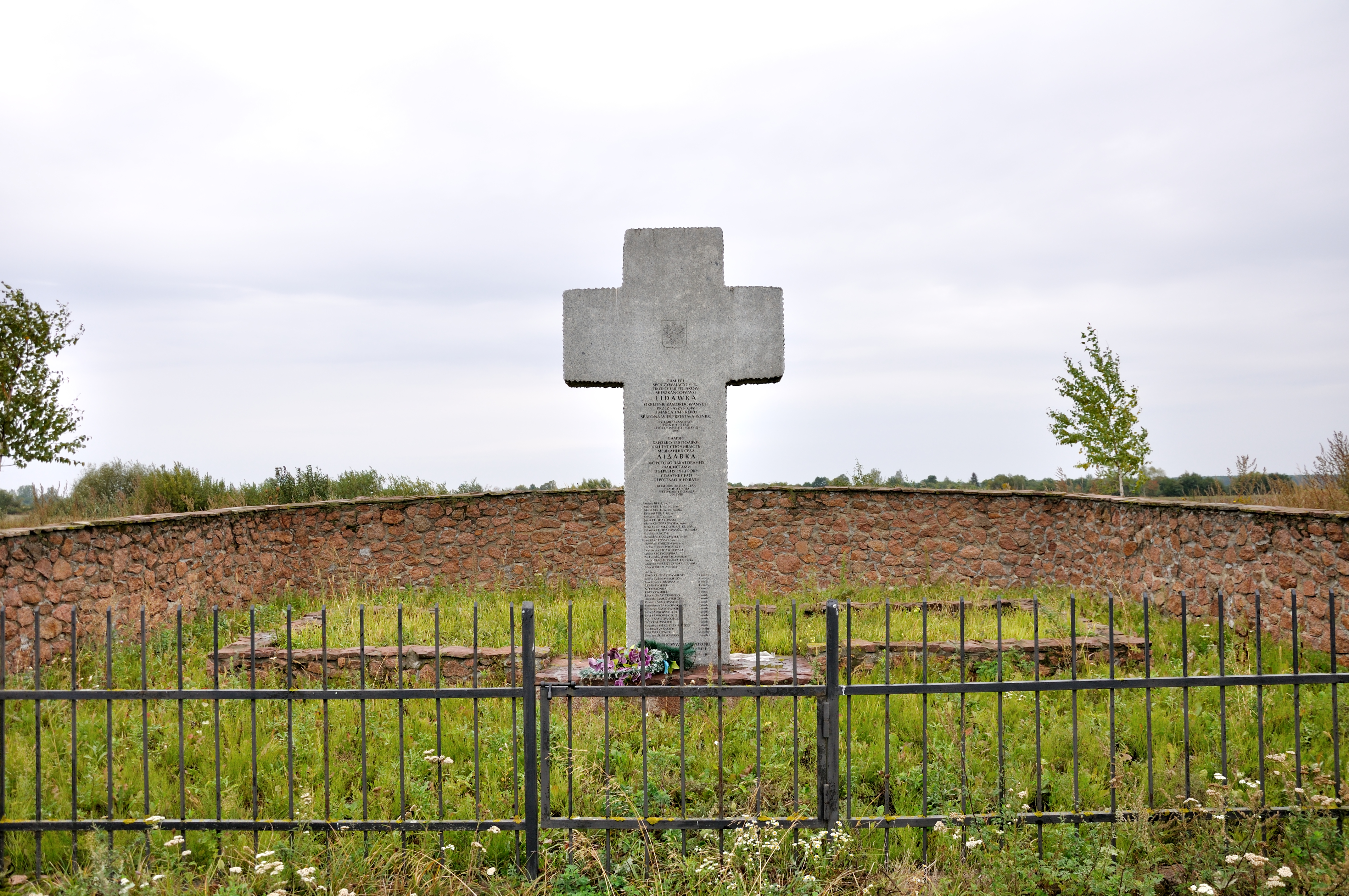
Місце спаленого села та братська могила жертв нацизму

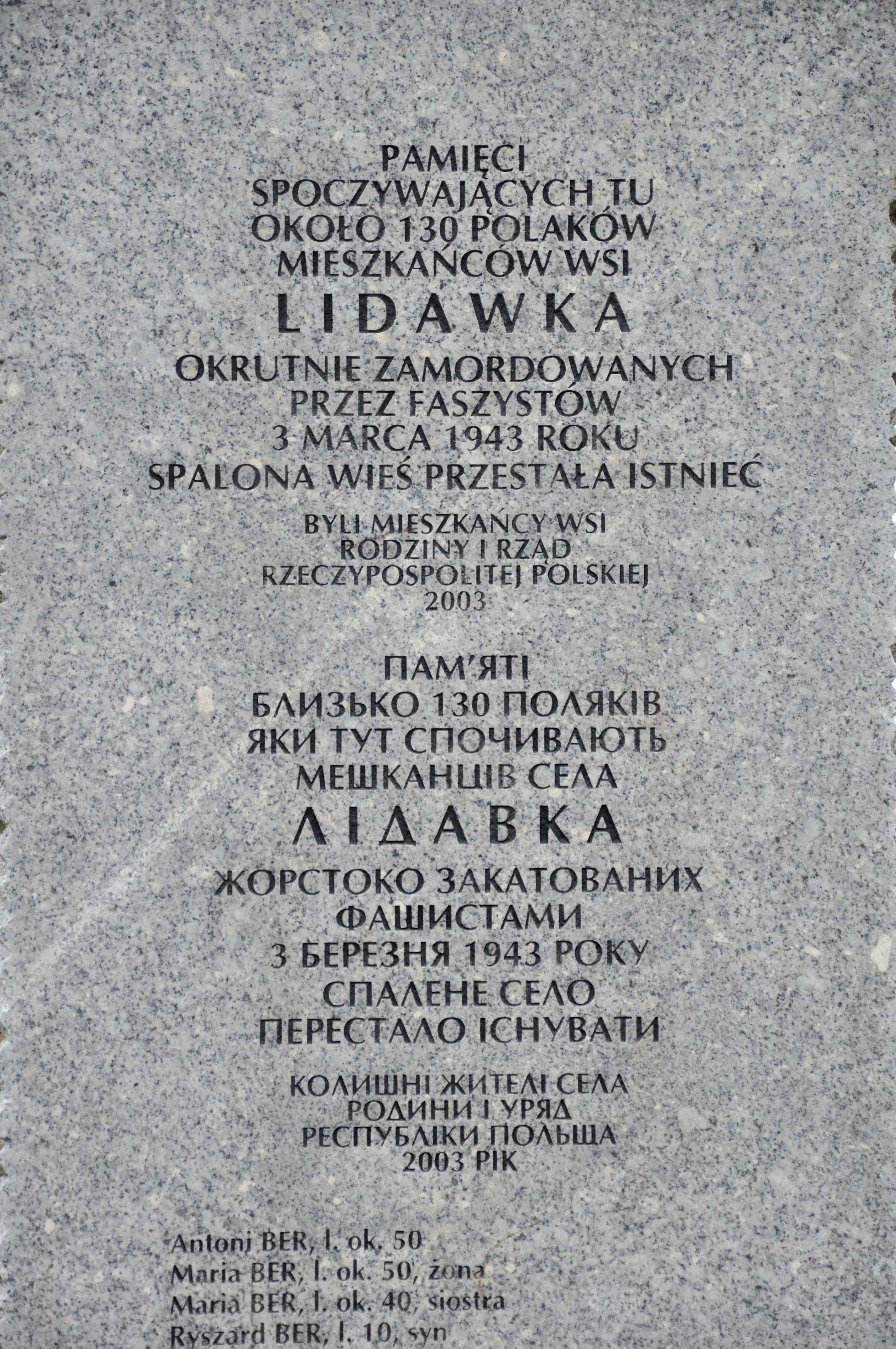
Місце спаленого села та братська могила жертв нацизму

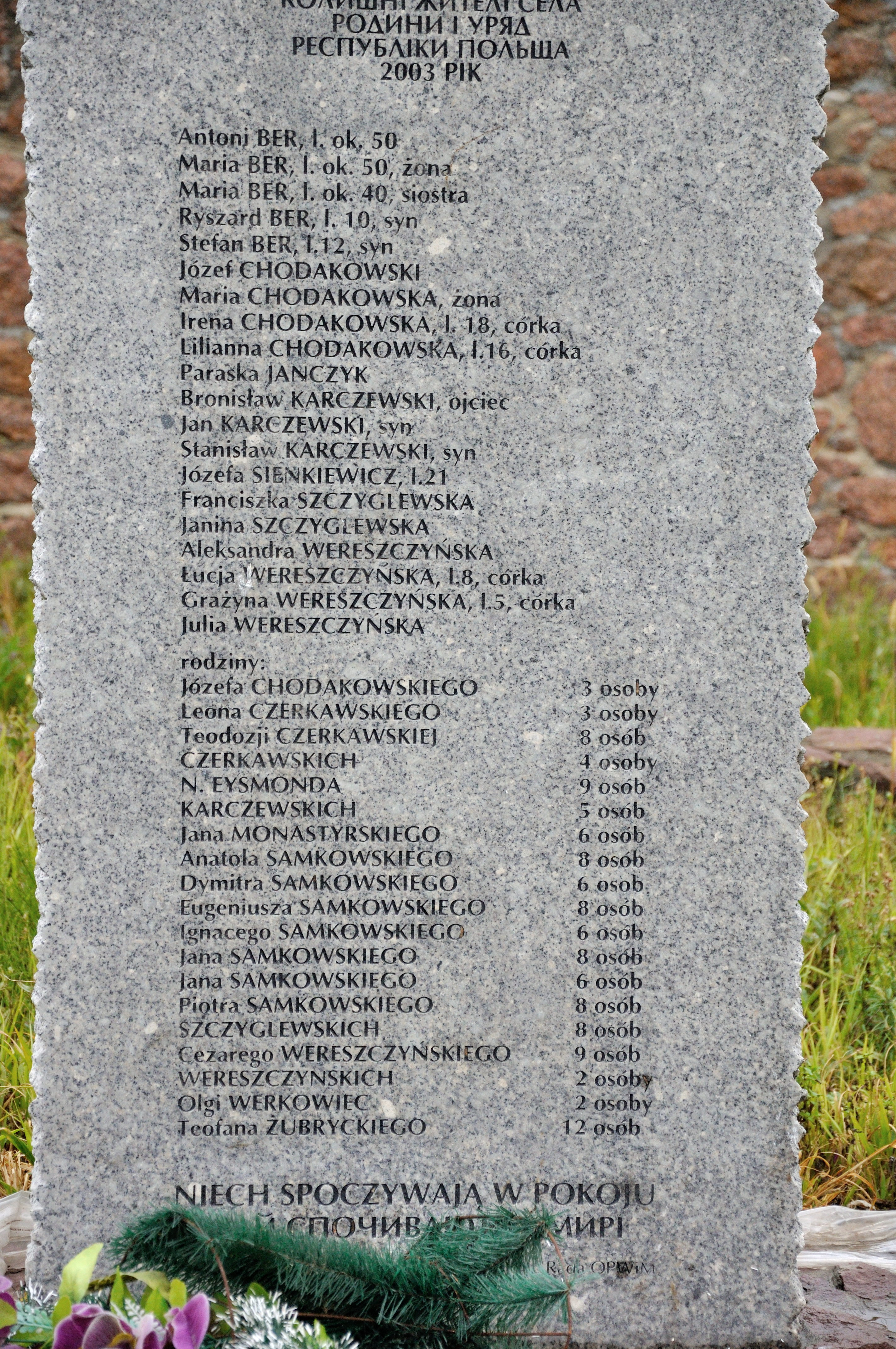
Місце спаленого села та братська могила жертв нацизму

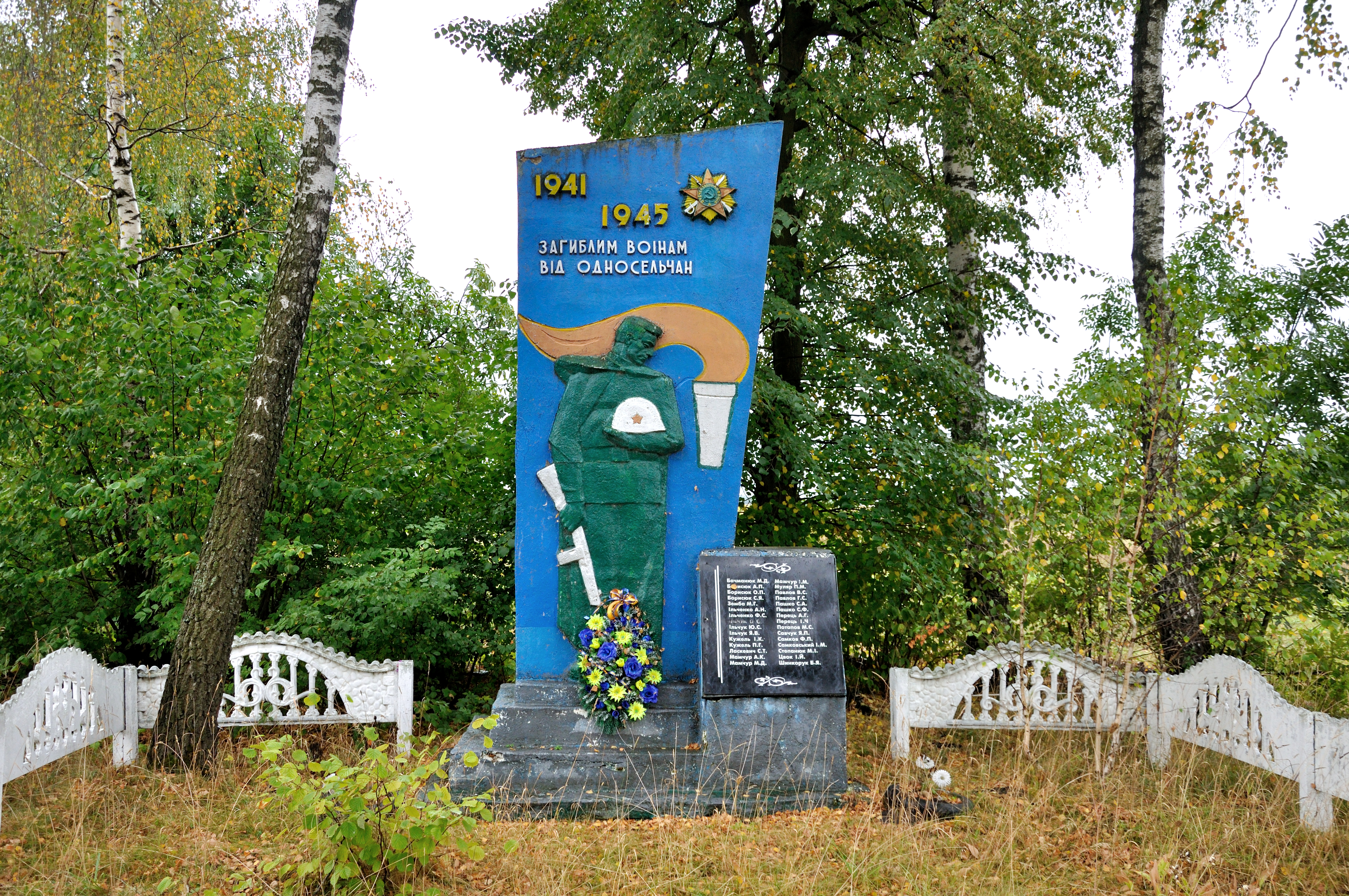
Пам'ятник воїнам-односельцям

Пашуки́ — село в Україні, у Гощанській селищній громаді Рівненського району Рівненської області. Населення становить 230 осіб. Орган місцевого самоврядування — Гощанська селищна рада.

## Географія
Селом протікає річка Берества.

## Історія
У 1906 році село Довжанської волості Острозького повіту Волинської губернії. Відстань від повітового міста 39 верст, від волості 5. Дворів 63, мешканців 351.
12 червня 2020 року, відповідно до розпорядження Кабінету Міністрів України № 722-р від «Про визначення адміністративних центрів та затвердження територій територіальних громад Рівненської області», увійшло до складу Гощанської селищної громади.
19 липня 2020 року, в результаті адміністративно-територіальної реформи та ліквідації Гощанського району, село увійшло до складу новоутвореного Рівненського району.

## Населення

### Мова
Розподіл населення за рідною мовою за даними перепису 2001 року:
| Мова       | Кількість | Відсоток |
| ---------- | --------- | -------- |
| українська | 230       | 100%     |